# ويلي سميث (عداء سريع)
ويلي سميث (بالإنجليزية: Willie Smith)‏ هو عداء سريع أمريكي، ولد في 28 فبراير 1956 في روتشستر في الولايات المتحدة.

## وصلات خارجية
- ويلي سميث على موقع الاتحاد الدولي لألعاب القوى (الإنجليزية)
- ويلي سميث على موقع أوليمبيديا (الإنجليزية)